# Tsjecho-Slowaakse Corridor

Voorstel voor de Tsjechische corridor. Stippellijn: het tegenwoordige Burgenland

De Tsjecho-Slowaakse Corridor of Tsjechisch-Joegoslavische Corridor was tijdens de Vredesconferentie van Parijs (1919) een voorstel om het grondgebied van Tsjecho-Slowakije met dat van het koninkrijk der Serviërs, Kroaten en Slovenen te verbinden. Hiertoe moest door het grensgebied van het keizerrijk Oostenrijk (inmiddels Duits-Oostenrijk) en het koninkrijk Hongarije een corridor worden gecreëerd van ongeveer tweehonderd bij tachtig kilometer, die tot Tsjecho-Slowakije zou gaan behoren. Het voorstel werd afgewezen en de grens tussen de nieuwe Oostenrijkse republiek en de  Democratische Republiek Hongarije werd bij de verdragen van Saint-Germain en Trianon vastgesteld.
De corridor zou hebben bestaan uit delen van de Hongaarse comitaten Moson, Sopron, Vas en Zala en het gebied dat later het Oostenrijkse Burgenland zou worden. Er waren ook andere voorstellen, waarin de corridor nog meer grondgebied omvatte. Het idee van een corridor werd al in februari 1916 geopperd door Tomáš Masaryk, die in een memorandum aan de Franse regering stelde dat de corridor "de verdeling van Tsjecho-Slowaken en Joegoslaven" zou herstellen. Dit is een verwijzing naar de Hongaarse intocht van de 9e eeuw, die het Groot-Moravische Rijk ten val bracht en de westelijke Slaven (Tsjechen, Slowaken, Polen) van de zuidelijke Slaven (Slovenen, Kroaten) scheidde. De corridor was aldus een panslavistisch idee.
De Slavische volken die na de Eerste Wereldoorlog opkwamen voor een zelfstandige staat, konden de corridor vanuit het principe van zelfbeschikking moeilijk rechtvaardigen. In het gebied vormden de Slaven immers een minderheid tussen Hongaren en Duitsers (Oostenrijkers). Naast het verbinden van de Slavische volkeren was het de bedoeling om de Duitsers van Hongarije en de rest van zuidoostelijk Europa te scheiden en om controle over een groter deel van de Donau te krijgen, waardoor Bratislava een belangrijke havenstad kon worden.